# Agostino da Bagnoregio
Agostino da Bagnoregio (falecido em 1459) foi um prelado católico romano que serviu como bispo de Bagnoregio (1449–1459).

## Biografia
Agostino da Bagnoregio foi nomeado sacerdote da Ordem de Santo Agostinho. No dia 26 de setembro de 1445, foi nomeado pelo Papa Eugênio IV como Bispo de Bagnoregio, onde serviu como Bispo até à sua morte em 1446.